# Занзібар Північний
Західний Північний (суах. Kaskazini Unguja, англ. Zanzibar North Region) — один з 31 регіону Танзанії і один з 5 регіонів автономного Занзібару. Розташований на острові Унгуджа (Занзібар). Площа 470 км², за переписом на серпень 2012 року його населення становило 187 455 осіб.
Адміністративний центр регіону - місто Мкокотоні.

## Адміністративний поділ
Складається з двох округів :
- Касказіні "А" або Північний «А» (суах. Kaskazini "A") - північ Північного Занзібару (105 780 осіб, 2012),
- Касказіні "Б" або Північний «Б» (суах. Kaskazini "B") - південь Північного Занзібару (81 675 осіб, 2012).